# Église de Géraudot
Pour les articles homonymes, voir Église Saint-Pierre-et-Saint-Paul.
L'église Saint-Pierre-et-Saint-Paul est une église située à Géraudot, en France.

## Localisation
L'église est située sur la commune de Géraudot, dans le département français de l'Aube.

## Historique
L'église était du Grand doyenné de Troyes et la présentation était au chapitre cathédrale de la même ville. Elle est au vocable de Saint-Pierre-et-Saint-Paul.
L'édifice est inscrit au titre des monuments historiques depuis 2015.
Une grande partie des verrières est du XVIe siècle.

## Description
Sa nef est du XIIe siècle avec une voûte en bois sur charpente apparente. L'abside et le transept du XVIe siècle sont voutés et en pierre et une abside à sept pans.

### Mobilier
Il faut citer un retable de 1545 en calcaire polychrome, des polyptyques sur la vie de saint Pierre en cinq panneaux et sur la vie de saint Paul en cinq panneaux du XVIe siècle qui sont classés.
Mais surtout une série de statues :
- statue de la Vierge en bois polychrome avec dorures[4] et une d'un évêque[5] du XIIIe siècle (?) ;
- deux autres en calcaire polychrome de saint Pierre[6] et une Marie portant son enfant[7].

Une dalle funéraire de Marguerite de Moustiers, dame Aillefol qui est morte en 1604.

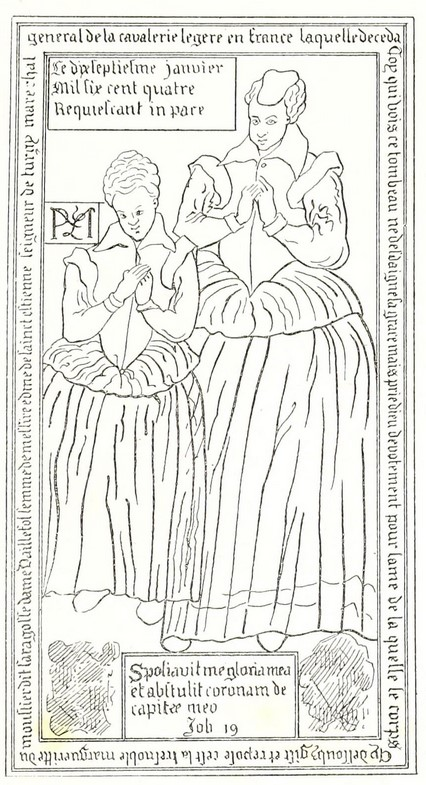
Dalle funéraire de Marguerite de Moustiers[9].
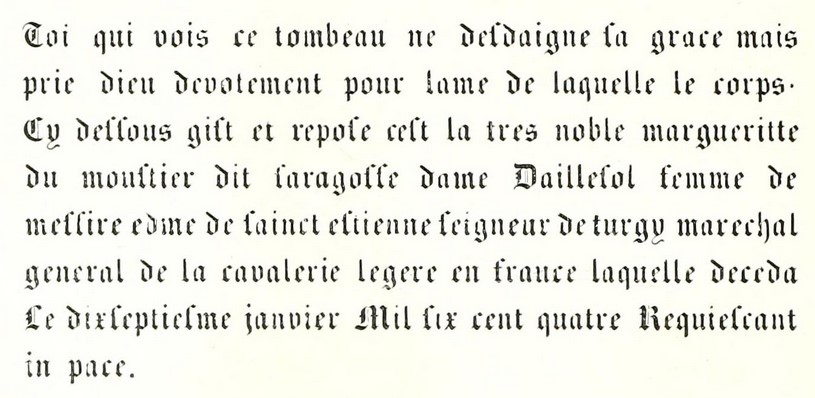
Inscription sur la dalle funéraire de Marguerite de Moustier[9].
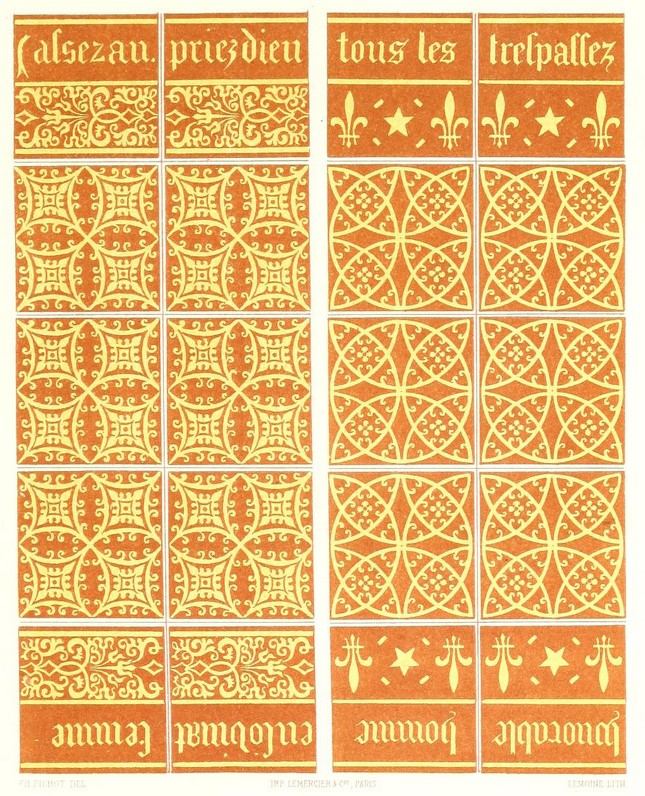
Tapis mortuaires, carreaux émaillés XVIe et XVIIe siècles[10].
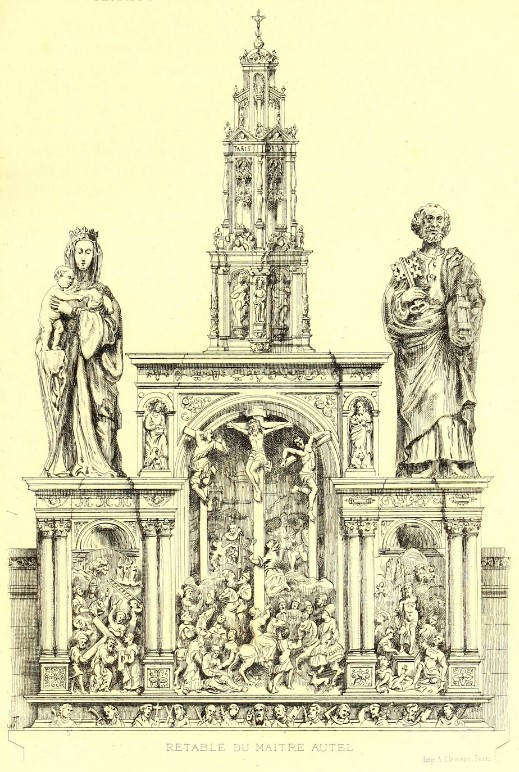
Retable du maître-autel[11].
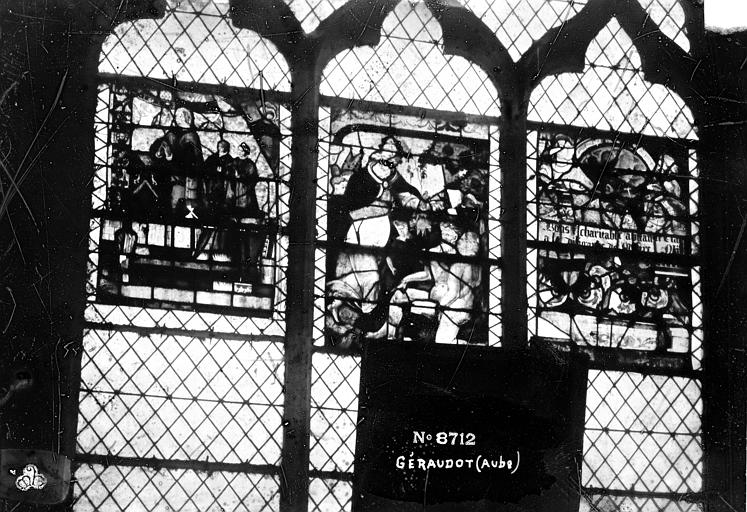
Vitrail du chœur côté nord, 1re baie.
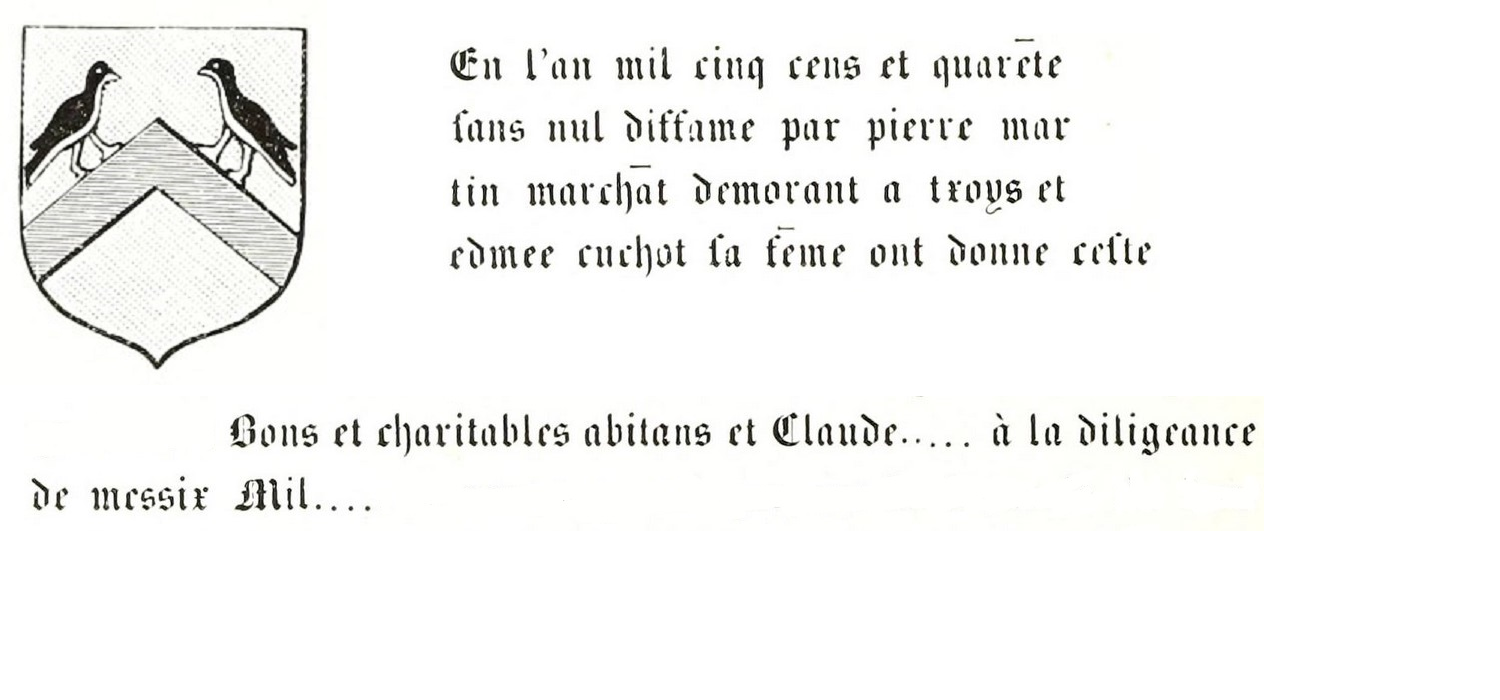
Même vitrail, fenêtre à gauche : blason d'Edmée Cochot sur le prie-dieu et inscriptions[12].